# Pejzaż ze śniegiem
Pejzaż ze śniegiem (hol. Landschap met sneeuw, ang: Landscape with Snow) – obraz olejny (nr kat.: F 290, JH 1360) namalowany przez Vincenta van Gogha w lutym 1888, podczas jego pobytu w miejscowości Arles, znajdujący się obecnie w zbiorach Muzeum Guggenheima w Nowym Jorku.
Istnieje również drugi obraz van Gogha o podobnej tematyce, namalowany w tym samym czasie, zatytułowany Śnieżny krajobraz z Arles w tle (hol. Landschap met sneeuw, ang: Snowy Landscape with Arles in the Background) (nr kat.: F 391, JH 1358), obecnie w kolekcji prywatnej w Londynie.

## Okoliczności powstania obrazu
Rozczarowany społecznością paryskich artystów, przesiadujących w kawiarniach, i przygnębiającym mrokiem zimy w mieście Vincent van Gogh opuścił w połowie lutego 1888 Paryż, aby odnaleźć witalność w przesyconym słońcem Arles. Drugim celem, który mu przyświecał, jako wielkiemu miłośnikowi sztuki japońskiej, była nadzieja na zorganizowanie w Arles wspólnoty artystycznej, zgodnej z jego wyobrażeniem dotyczącym Orientu.
Kiedy jednak Vincent van Gogh przybył do Arles, zastał krajobraz pokryty śniegiem. W miejscowości panowała zima, najsroższa od prawie trzydziestu lat. Ale było tu też słońce, którego artysta poszukiwał, oraz blask i światło, które mogłyby rozmyć detale i uprościć formy, redukując otaczający go świat do swoistego wzorca, który podziwiał na japońskich drzeworytach.
Kiedy wysiadł z pociągu w południowej części miasta, stanął twarzą w twarz ze śnieżnym krajobrazem.

A teraz Ci powiem na początek, że wszędzie tu napadało przynajmniej 60 cm śniegu i ciągle pada – pisał 21 lutego 1888 w liście do brata, wyjaśniając: te śnieżne krajobrazy z białymi szczytami na tle nieba, równie błyszczącymi jak śnieg, byłyby akurat jak te zimowe pejzaże, które malowali Japończycy.

Pomimo zimna artysta wychodził na zewnątrz i malował. Śnieżny pejzaż był jednym z pierwszych obrazów, jakie namalował w Arles.

(...) zrobiłem trzy szkice, których w Paryżu prawdopodobnie w ogóle nie mógłbym zrobić – pisał do brata kilka dni później, dodając – te trzy szkice, to: stara Arlezjanka, pejzaż ze śniegiem i widok na kawałek chodnika i sklep rzeźnika.

Pejzaż ze śniegiem został namalowany ok. 24 lutego, kiedy śnieg w większości już stopniał, powodując zalanie pól.

## Opis
Pejzaż ze śniegiem to zadziwiająco słoneczna sceneria z bezchmurnym niebem, którą artysta namalował krótkimi, szerokimi i szybkimi pociągnięciami pędzla z użyciem barwy białej, żółtej, zielonej, błękitnej i brązowej z czerwonym akcentem na horyzoncie. Majaczące, purpurowe światło zapowiada nadciągającą zamieć.
Obraz ten mógł być inspirowany zimową scenerią będącą popularnym tematem japońskich drzeworytów, które van Gogh skrzętnie kolekcjonował; z drugiej strony nawiązywał on również do konwencji XVII-wiecznego holenderskiego malarstwa pejzażowego poprzez gradację kolorów od ciemnych zieleni i brązów, dominujących na pierwszym planie, do błękitnego nieba w oddali i poprzez drogę, biegnącą na skos przez śnieżny krajobraz. Jednak, w przeciwieństwie do holenderskich widoków z rozległym niebem, van Gogh w swoim obrazie skoncentrował się na obszarze rozciągającym się pomiędzy miejscem, w którym stał, a jasnym domkiem z czerwonym dachem w oddali, umieszczając w perspektywie postać wolno posuwającego się ścieżką człowieka w czarnym kapeluszu i towarzyszącego mu psa.
W tym samym dniu lub nieco później Vincent van Gogh namalował również drugi, podobny obraz, Śnieżny krajobraz z Arles w tle.

Trzyma tu silny mróz, a w terenie nadal leży śnieg – pisał do brata na początku marca 1888, dodając – mam szkic pokrytej bielą okolicy z miastem w głębi.

Oba obrazy są mniej szczegółowe, niż namalowane kilka miesięcy później bardziej wyszukane i narracyjne pejzaże, sugerując w ten sposób niepewne zbliżanie się artysty do jego niedawno wybranego domu.